# Изопольский, Владимир Владимирович
Владимир Владимирович Изопольский (30 июля 1914 — 18 марта 1981) — советский военный деятель, контр-адмирал, участник Великой Отечественной войны.

## Биография
Владимир Владимирович Изопольский родился 30 июля 1914 года в городе Николаеве. В 1933 году окончил рабфак при Николаевском кораблестроительном институте. В том же году он был призван на службу в Военно-морской флот СССР и зачислен в Военно-морское училище связи имени Г. К. Орджоникидзе. Окончил его в 1937 году, после чего служил на различных кораблях Черноморского флота. В 1940 году окончил отдел связи Высших специализированных классов командного состава Военно-морского флота СССР. С февраля 1941 года служил командиром БЧ-4 на крейсере «Петропавловск» Балтийского флота. Здесь его застало начало Великой Отечественной войны.
В июле 1941 года получил назначение в Шхерный отряд Балтийского флота. Первоначально служил флагманским связистом, затем командиром по оперативной части — отрядным связистом. Неоднократно участвовал в операциях против немецкого флота, обеспечивая командованию возможность управления кораблями благодаря бесперебойной работе средств связи. При отходе советского флота из портов с приближением войск вермахта зачастую оставался последним, уничтожая средства связи с целью не допустить их захвата противником. Лично разрабатывал организацию связи различных набеговых операций. В сентябре 1942 года был назначен командиром по боевой подготовке — связистом Главной базы Балтийского флота. Участвовал в операции по окончательному снятию блокады Ленинграда, прорыву финской обороны на Карельском перешейке. Во время боёв против финских войск возглавлял связь 2-й группы артиллерии Балтийского фронта, которая оказывала огневую поддержку прибрежным силам Ленинградского фронта. С октября 1944 года являлся начальником связи Кронштадтского морского оборонительного района.
После окончания войны продолжал службу в Военно-морском флоте СССР. Возглавлял подразделения связи различных оборонительных районов и военно-морских баз советского флота. В 1953—1955 годах был начальником связи Черноморского флота. В октябре 1955 года был переведён в центральный аппарат Военно-морского флота СССР, на протяжении многих лет был заместителем начальника связи командующего ВМФ. Внёс большой вклад в налаживание работы флотской службы связи, был инициатором создания отдельных морских полков и батальонов связи, резервной системы связи, подразделений космической и специальной связи. Под руководством Изопольского разрабатывалась система дальней связи с подводными лодками «Глобус». В марте 1974 года был уволен в запас. Проживал в Москве, работал в Министерстве связи СССР. Умер 18 марта 1981 года, похоронен на Кунцевском кладбище Москвы.

## Награды
- Орден Ленина (30 декабря 1956 года);
- Орден Красного Знамени (13 июня 1952 года);
- Орден Отечественной войны 1-й степени (7 июля 1944 года);
- 2 ордена Красной Звезды (18 ноября 1943 года, 20 июня 1949 года);
- Медали «За боевые заслуги» (3 ноября 1944 года), «За оборону Ленинграда» и другие медали.